# 回転工法
回転工法（かいてんこうほう）は杭工法の一種。先端に半月平板又は螺旋羽を取り付けた鋼管杭を全回転圧入機等を用い、地盤に回転・圧入する工法。

## 使用杭径
- 鋼管杭…φ200～1200mm
（羽径は軸径の1.5～2倍程度）

## 深さ限界
- 鋼管杭…杭径の130倍（φ200であれば：0.2x130＝26m）

## 長所・欠点
1. 無騒音・無振動工法であり公害防止に役立つ。
2. 無泥水・無排土での施工が可能であり、経済的である。
3. 逆回転での引抜きが可能であり、リサイクルにも貢献できる。
4. 地中に硬い石や異物が多く混ざっている地盤では、回転羽が破損し、施工に支障を来す事がある。